# Bruay-sur-l'Escaut
Bruay-sur-l'Escaut là một xã ở tỉnh Nord trong vùng Hauts-de-France, Pháp.